# Ižipovce
Ižipovce jsou obec na Slovensku v okrese Liptovský Mikuláš. V roce 2016 zde žilo 89 obyvatel. První písemná zmínka o obci pochází z roku 1286.